# Pampa (rivière)
Pour les articles homonymes, voir Pampa (homonymie).
La rivière Pampa (également appelée Pamba) est une rivière du sud de l'Inde d'une longueur de 176 km qui coule dans l'État du Kerala. Prenant source dans les monts Pulachimala, le cours d'eau est considéré comme sacré,, et traverse notamment le site religieux de Sabarimala.

## Source de la traduction
- (en) Cet article est partiellement ou en totalité issu de l’article de Wikipédia en anglais intitulé « Pamba River » (voir la liste des auteurs).

1. ↑  (en) K. P. Laladhas, Preetha Nilayangode et Oommen V. Oommen, Biodiversity for Sustainable Development, Springer, 15 novembre 2016 (ISBN 978-3-319-42162-9, lire en ligne)
2. ↑  (en) Ian S. McIntosh et Lesley D. Harman, The Many Voices of Pilgrimage and Reconciliation. CABI Religious Tourism and Pilgrimage Series, CABI, 27 octobre 2017 (ISBN 978-1-78639-326-5, lire en ligne)
3. 1 2  (en) K. Ramamohan Reddy, B. Venkateswara Rao et C. Sarala, HYDROLOGY AND WATERSHED MANAGEMENT: Ecosystem Resilience-Rural and Urban Water Requirements, Allied Publishers, 20 octobre 2014 (ISBN 978-81-8424-952-1, lire en ligne)